# Dicraeopetalum stipulare
Dicraeopetalum stipulare é uma espécie vegetal da família Fabaceae.
Pode ser encontrada nos seguintes países: Etiópia, Quénia e Somália.
Está ameaçada por perda de habitat.